# Кордоба КФ
Кордоба Клуб де Футбол (на испански: Córdoba Club de Fútbol, S. A. D.) е испански футболен отбор от град Кордоба, област Андалусия. Основан е през 1954 г.
Понастоящем тимът играе в Примера дивисион.